# Stamboom Jan VI van Nassau-Dillenburg
| Stamboom Jan van Nassau-Dillenburg (1536-1606)       | Stamboom Jan van Nassau-Dillenburg (1536-1606)                                                                 | Stamboom Jan van Nassau-Dillenburg (1536-1606) | Stamboom Jan van Nassau-Dillenburg (1536-1606)                                                                                            | Stamboom Jan van Nassau-Dillenburg (1536-1606)                                                                 | Stamboom Jan van Nassau-Dillenburg (1536-1606)                                                                 |
| ---------------------------------------------------- | --- | --- | --- | --- | --- |
| Grootouders                                          | Johan V van Nassau-Dillenburg (1455-1516) x 1482 Elisabeth van Hessen (1466-1523)                              | Johan V van Nassau-Dillenburg (1455-1516) x 1482 Elisabeth van Hessen (1466-1523) | Johan V van Nassau-Dillenburg (1455-1516) x 1482 Elisabeth van Hessen (1466-1523)                                                         | Botho VIII van Stolberg-Wernigerode (1467-1538) x 1500 Anna van Eppstein-Königstein (1481-1538)                | Botho VIII van Stolberg-Wernigerode (1467-1538) x 1500 Anna van Eppstein-Königstein (1481-1538)                |
| Ouders                                               | Willem I van Nassau-Dillenburg (1487-1559) Willem de Rijke x 1531 Juliana van Stolberg-Wernigerode (1506-1580) | Willem I van Nassau-Dillenburg (1487-1559) Willem de Rijke x 1531 Juliana van Stolberg-Wernigerode (1506-1580) | Willem I van Nassau-Dillenburg (1487-1559) Willem de Rijke x 1531 Juliana van Stolberg-Wernigerode (1506-1580)                            | Willem I van Nassau-Dillenburg (1487-1559) Willem de Rijke x 1531 Juliana van Stolberg-Wernigerode (1506-1580) | Willem I van Nassau-Dillenburg (1487-1559) Willem de Rijke x 1531 Juliana van Stolberg-Wernigerode (1506-1580) |
| Jan VI van Nassau-Dillenburg (1536-1606) Jan de Oude | | | | | |
| Gehuwd met                                           | x 1559 Elisabeth van Leuchtenberg (1537-1579)                                                                  | x 1559 Elisabeth van Leuchtenberg (1537-1579) | x 1559 Elisabeth van Leuchtenberg (1537-1579)                                                                                             | x 1580 Cunegonda Jacoba van de Palts (1556-1586)                                                               | x 1586 Johannetta van Sayn-Wittgenstein (1561-1622)                                                            |
| Kinderen (onder meer)                                | Willem Lodewijk van Nassau-Dillenburg (1560-1620) x 1587 Anna van Oranje-Nassau (1562-1588)                    | Johan VII ‘de Middelste’ van Nassau-Siegen (1561-1623) x 1581 Magdalena van Waldeck-Wildungen (1558-1599) x 1603 Margaretha van Sleeswijk-Holstein-Sonderburg (1583-1658) | Ernst Casimir van Nassau-Dietz (1573-1632) x 1607 Sophia Hedwig van Brunswijk-Wolfenbüttel (1592-1642)                                    | ? | ? |
| Kleinkinderen                                        | - | Johan Ernst van Nassau-Siegen (1582–1617) Johan VIII ‘de Jongere’ van Nassau-Siegen (1583–1638) Elisabeth van Nassau-Siegen (1584–1661) Adolf van Nassau-Siegen (1586–1608) Juliana van Nassau-Siegen (1587–1643) Anna Maria van Nassau-Siegen (1589–1643) Johan Albert van Nassau-Siegen (1590–1590) Willem van Nassau-Siegen (1592–1642) Anna Johanna van Nassau-Siegen (1594–1636) Frederik Lodewijk van Nassau-Siegen (1595–1600) Magdalena van Nassau-Siegen (1596–1662) Johan Frederik van Nassau-Siegen (1597–1597) Johan Maurits van Nassau-Siegen (1604–1679) George Frederik van Nassau-Siegen (1606–1674) Willem Otto van Nassau-Siegen (1607–1641) Louise Christina van Nassau-Siegen (1608–1685) Sophia Margaretha van Nassau-Siegen (1610–1665) Hendrik van Nassau-Siegen (1611–1652) Maria Juliana van Nassau-Siegen (1612–1665) Amalia van Nassau-Siegen (1613–1669) Bernhard van Nassau-Siegen (1614–1617) Christiaan van Nassau-Siegen (1616–1644) Catharina van Nassau-Siegen (1617–1645) Johan Ernst van Nassau-Siegen (1618–1639) Elisabeth Juliana van Nassau-Siegen (1620–1665) | Hendrik Casimir I van Nassau-Dietz (1612-1640) Willem Frederik van Nassau-Dietz (1613-1664) 7 andere kinderen (die niet volwassen werden) | ? | ? |